# Ласичиха (Орєховське сільське поселення)
Ласичиха (рос. Ласичиха 1-я) — присілок в Мошенському районі Новгородської області Російської Федерації.
Населення становить 39 осіб. Входить до складу муніципального утворення Кіровське сільське поселення.

## Історія
Від 2004 року входить до складу муніципального утворення Кіровське сільське поселення.

## Населення
| 2010 |
| ---- |
| 0    |